# Солдырское I

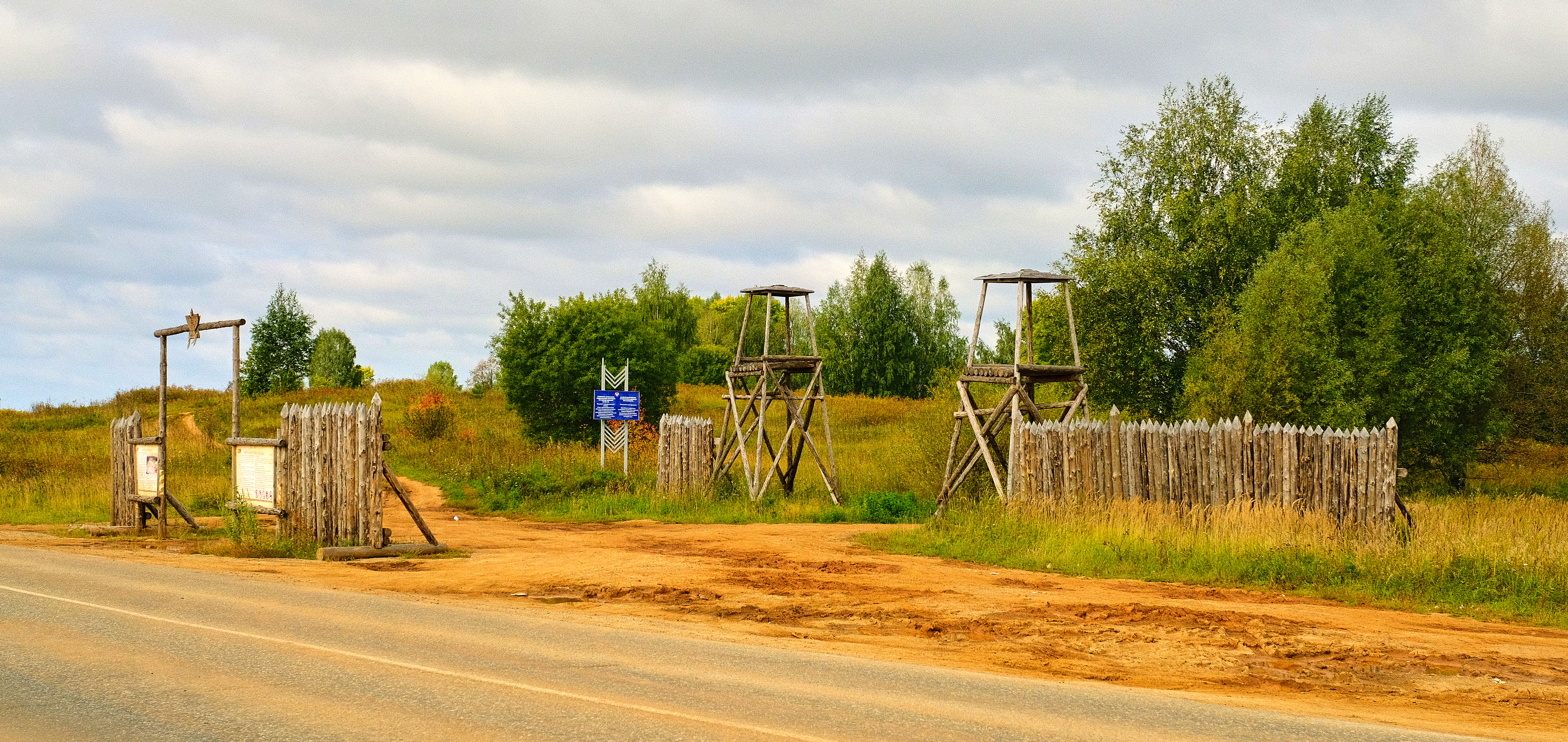
Въезд на гору Солдырь

Городи́ще Со́лдырское I (Иднака́р) (удм. городище [богатыря] Идны́) — археологический памятник федерального значения, средневековое городище IX—XIII веков, памятник чепецкой археологической культуры. Городище расположено в Удмуртии, в четырёх километрах от города Глазова на высоком мысу (гора Солдырь), образованном слиянием рек Чепца и Пызеп. Городище имеет площадь 4 га и является крупнейшим археологическим памятником чепецкой культуры. Постановлением Совета Министров РСФСР от 30 августа 1960 года № 1327 городище Иднакар включено в список памятников археологии, подлежащих охране как памятник археологии, истории и культуры государственного значения.
Помимо Солдырского Первого городища в районе горы Солдырь расположены также городище Солдырское II («Сабанчикар», культурный слой разрушен), несколько могильников (в том числе Бигершай) и селищ.

## История исследований
Исследованиями городища занимались: в 1885—1889 годах — известный российский археолог А. А. Спицын и выдающийся краевед, инспектор народных училищ Н. Г. Первухин; в 1927—1929 годах московские археологи С. Г. Матвеев и А. П. Смирнов. С 1974 года планомерное изучение проводит археологическая экспедиция Удмуртского института истории языка и литературы Уральского отделения РАН под руководством доктора исторических наук, профессора М. Г. Ивановой. Непосредственным полевым руководителем экспедиции в последнее десятилетие[какое?] является А. Н. Кириллов, зам. директора музея-заповедника «Иднакар». В начале XXI в. городище Иднакар стало предметом комплексного изучения в работах ижевского историка А. В. Коробейникова.

## Легенда о возникновении
О возникновении Иднакара рассказывает топонимическая легенда северных удмуртов. Когда-то на горе Солдырь поселился богатырь Донды с сыновьями, которых звали Идна, Гурья, Весья и Зуй. Когда они подросли и женились, тесно стало богатырям жить вместе. Донды с младшими сыновьями основали новые поселения, а Идна остался на Солдырской горе. Эти лихие богатыри могли запросто пригорок вытянуть кверху до величины горы, во время ссор спокойно перебрасывались брёвнами или чугунными гирями. До сих пор сохранились деревни Дондыкар и Весьякар в Глазовском районе. Идна удачно промышлял охотой, причём зимой за добычей ходил не на деревянных, а на золотых лыжах. Богатырь, по преданию, вёл борьбу с русскими, скрываясь в Иднакаре.
Судя по всему, эта легенда относительно позднего происхождения, поэтому отношения к реальной истории Солдырского городища она видимо не имеет.

## Название
В настоящее время Солдырское Первое городище известно под названием Иднакар, по удмуртскому названию близлежащей деревни Солдырь. Происхождение эпонимов Идна (Игна, Иднать), Гурья, Весья, Зуй является русским. Это удмуртизованные русские имена Игнат, Гурий, Вася, Зуй. Имя «Идна» вряд ли могло появиться здесь ранее XVI века, поэтому отношения к истории Солдырского городища оно видимо не имеет.
Название «Иднакар» является раскрученным рекламным, торговым и туристическим брендом в Удмуртии. Оно широко используется в удмуртской официальной национальной пропаганде и является широким полем для мифотворчества.

## Описание городища
В процессе раскопок открыты остатки древних сооружений, жилищ, укреплений, исследована структура памятника, из культурного слоя городища толщиной 100—150 см было извлечено большое количество свидетельств материальной культуры жителей городища. На основе научных исследований были реконструированы быт, занятия обитателей городища, исследован уровень социально-политической жизни общества того времени.

### Экономика
Солдырское Первое городище было довольно крупным ремесленным центром. Об этом говорят многочисленные находки следов металлургического производства (в основном выплавляли сыродутное железо). На высоком уровне находилось кузнечное ремесло. Широких масштабов достигло местное производство керамики. Местная керамика была негончарной, без орнамента, с добавлением толчёной раковины. На высоком уровне находилось косторезное мастерство: из кости производились копоушки, гребешки и т. п. Городище имело тесные торговые связи с соседними районами (посредством реки Чепцы), а также с Волжской Булгарией.

### Укрепления
На Солдырском Первом городище существует три линии укреплений. Первая линия была создана в конце IX века. Она представляла собой вал и ров, причём склоны вала были дополнительно укреплены жердями, что значительно повышало его оборонительные возможности. По мере роста городища была создана вторая линия укреплений, а первая со временем разрушилась и была заселена. Позже была создана третья линия укреплений, судя по всему, для защиты источника воды.

### Стратегическое значение и статус
Некоторые исследователи утверждают, что Солдырское Первое городище «представляет собой вполне рядовое городище, каких в Прикамье обнаружено множество, имевшее довольно низкие фортификационные качества». В действительности Солдырское Первое городище обладало самыми высокими фортификационными качествами среди всех исследованных городищ по реке Чепце. Кроме того, оно располагалось на чрезвычайно удобной в фортификационном смысле и господствующей высоте района, окру́га городища просматривалась на десятки километров. Всё это говорит о стратегическом значении данного городища. Однако нет больших оснований считать его каким-то политическим или религиозным центром, а тем более «столицей древних удмуртов», как считается в удмуртской национальной историографии. На городище не обнаружено никаких следов дворца или крупного жилища правителя. Также не обнаружено следов военного гарнизона. А о государственности праудмуртов в IX—XIII веках не может идти и речи.
Некоторые исследователи считают Солдырское Первое городище булгарской факторией. Городище являлось крупным укреплённым ремесленным центром, окружённым сельскохозяйственной и промысловой округой. По раскопкам видно, что в XIII веке городище было захвачено и сожжено (возможно, монголо-татарами). В целом упадок и запустение чепецких городищ в XIII—XIV веках связаны с разгромом монголо-татарами в 1236 году Волжской Булгарии, с которой чепецкое население связывали теснейшие экономические, культурные и, возможно, политические связи.

### Этнический состав
Об этническом составе жителей городища нельзя говорить с полной уверенностью. Основная масса жителей Солдырского городища была, несомненно, пермоязычной, то есть находилась в ближайшем родстве с предками современных удмуртов и коми. При этом есть основания предполагать присутствие и каких-то иноэтничных групп (древнерусского населения, волжских булгар). Попытки отождествить население Иднакара с какими-либо современными этническими группами (удмуртами, коми-пермяками) представляются некорректными.